# Ahojärvi
Ahojärvi är en sjö i Finland. Den ligger i kommunen Enontekis i landskapet Lappland, i den norra delen av landet, 900 km norr om huvudstaden Helsingfors. Ahojärvi ligger 294,5 meter över havet. Arean är 70,7 hektar och strandlinjen är 4,12 kilometer lång. Sjön  ingår i Kemi älvs huvudavrinningsområde. 